# Стилпу (комуна)
Стилпу (рум. Stâlpu) — комуна у повіті Бузеу в Румунії. До складу комуни входить єдине село Стилпу.
Комуна розташована на відстані 86 км на північний схід від Бухареста, 11 км на південний захід від Бузеу, 110 км на захід від Галаца, 106 км на південний схід від Брашова.

## Населення
За даними перепису населення 2002 року у комуні проживали 3200 осіб.
Національний склад населення комуни:
| Національність | Кількість осіб | Відсоток |
| -------------- | -------------- | -------- |
| румуни         | 3120           | 97,5%    |
| цигани         | 80             | 2,5%     |

Рідною мовою назвали:
| Мова      | Кількість осіб | Відсоток |
| --------- | -------------- | -------- |
| румунська | 3198           | 99,9%    |
| циганська | 2              | 0,1%     |

Склад населення комуни за віросповіданням:
| Релігія        | Кількість осіб | Відсоток |
| -------------- | -------------- | -------- |
| православні    | 3182           | 99,4%    |
| римо-католики  | 11             | 0,3%     |
| греко-католики | 4              | 0,1%     |
| адвентисти     | 3              | 0,1%     |